# 金興賢
金興賢（英語：Kam Hing-Yin，1947年10月15日—），香港男演員、商人以及高爾夫球教練，曾效力於無綫電視和亞洲電視。他是已故女演員歐陽莎菲正式上契的契仔，監製的劉家豪是促成二人於1982至1983年上契的中間人。

## 背景
金興賢出生於英屬香港，祖籍在與朝鮮接壤的遼寧丹東，曾就讀小學時與藝人王青之兄長王鍾為不同班級的同學，經常一起遊玩。而金的叔父則在校任教。1971年從瑪利諾中學中五畢業後（同屆同學尚有顧美華及蔡國權），金由於對其他行業不感興趣，加上自覺不熟悉娛樂圈以外工種的職責是甚麼，於是選擇投身演藝界。
金興賢於1971年加入第一期無綫電視藝員訓練班而出道。同期的學員有郭鋒、劉緯民、甘國亮、關聰、蘇杏璇、黃允財、許紹雄、梁立人、招振強、林偉圖、溫燦華、呂有慧、高妙思、程可為、莊文清、孫明貞、陳嘉儀、陳美琪、陳喜蓮及覃恩美等等。1972年畢業之後，並於1970年代中期，他早年參演過的《民間傳奇》系列、《春暉》、《家變》、《奮鬥》、《千王之王》等經典電視劇，也曾參演無綫電視兄弟公司邵氏的電影作品。他在1982年因為與無綫電視就合約問題而鬧不快，而且電視台一方指金的工作態度不好，於是放棄與他續約。他未幾於電影界發展了一年多才加入亞洲電視。其當年專注於電影界發展的原因在於邵氏兄弟的方逸華有意羅致他出任公司的行政及幕後崗位。此前，他在1982年約滿無綫電視前為導演章國明籌備電影指拍攝工作。又一邊在澳洲生活了九個月，一邊在香港參演電影。金於1983年獲鍾景輝邀請轉到亞洲電視繼續演出，作品包括《霍東閣》、《四大名捕重出江湖》、《萍蹤俠影錄》等。期間又開設汽車公司，直到1995年才回歸無綫電視。
金興賢曾在電影及電視劇中，多數演繹主角或重要角色。偶然也客串下配角。1982年，他憑《邊緣人》的演出獲提名《第19屆金馬獎》最佳男配角。及後於1986年至1988年主力參演錄影帶電視劇。1988年與周潤發、杜琪峰等人創立藝進同學會。基於喜歡駕駛豐田汽車，他在1980至1990年代在香港代理皇冠汽車有限公司維修汽車生意。除了銷售汽車零件，還於荃灣白田壩街嘉力工業中心開設車房。惟有關車房生意最後於1996年以經營不善作結。在1996年至1999年，他才再次重返無綫電視，拍攝了多部經典劇集如《刑事偵緝檔案III》、《大鬧廣昌隆》、《天地豪情》等；至2000年以後、金興賢開始淡出影視圈，他前往美國佛羅里達州考獲高爾夫球執照，繼而自2000年起回到香港從事教練工作。偶爾亦會客串演出電視劇或電影圈等等。

## 個人生活
金興賢目前已婚。他有兩段婚姻。在1978年與無綫電視舞蹈藝員錢幼玲拍拖，後於1979年5月結為夫妻。婚後育有一子，而錢於1980年代中期偕同兒子移民澳洲生活。此外他也曾於入行初年與女演員呂有慧及蘇淑萍拍拖。留港發展的金興賢卻礙於與錢氏聚少離多，最終在1988年分居及離婚。另外，金曾於1980年惹上官非。事緣他在同年7月於九龍城區因駕駛問題而打傷趙姓電單車司機，結果於北九龍裁判署處接受審訊，被判守行為一年。

## 演出作品
*以下列表只記錄金興賢演出過的劇集和電影作品，若有遺漏，請協助補充相關資料。

### 電視劇（無綫電視）
| 首播   | 節目名稱         | 角色                                                                              | 備註 |
| 1972年 | 琉璃世界         |                                                                                   | |
| 1972年 | 私戀             |                                                                                   | |
| 1972年 | 一家之主         |                                                                                   | |
| 1973年 | 春暉             | 家中大哥                                                                          | |
| 1973年 | 積善之家         |                                                                                   | |
| 1974年 | 吳園柳莊         |                                                                                   | |
| 1974年 | 啼笑姻緣         | 王二哥                                                                            | |
| 1974年 | 民間傳奇         | 嫖客 師爺 陳坤                                                                    | 〈三司會審玉堂春〉 〈陳御史巧勘金釵鈿〉 〈十五貫〉 |
| 1974年 | 香港風情畫       | 同事 顧客 侍者                                                                    | 單元〈好彩〉 單元〈平安夜〉 單元〈失落〉 |
| 1974年 | 73               |                                                                                   | 第二輯 |
| 1975年 | 民間傳奇         | 胡連璧 皇帝 小販 趙士程 崔允明 朝官 大夫 劉忠 師爺 堂候官 馮少英 李敦五 大夫 張進 | 〈呂蒙正〉 〈金葉菊〉 〈花田錯〉 〈釵頭鳳〉 〈紫釵記〉 〈三看御妹〉 〈劉知遠〉 〈焚香記〉 〈四進士〉 〈秋翁遇仙記〉 〈荊釵記 〉 〈女駙馬〉 〈蔣震卿片言得妻〉 〈滕太尹鬼斷家私〉 〈望江亭〉 |
| 1975年 | 宋江怒殺阎婆惜   | 張金彪                                                                            | |
| 1975年 | 73               |                                                                                   | 第三輯 |
| 1975年 | 洛神             | 曹彰                                                                              | |
| 1976年 | 民間傳奇         | 張憲 韋如卿 霍彪 聞龍                                                             | 〈岳飛〉 〈陌路緣〉 〈假皇帝〉 〈女秀才〉 |
| 1976年 | 香港傳奇         | 雄                                                                                | 第一集 |
| 1976年 | 江湖小子         | 瑞龍                                                                              | |
| 1976年 | 書劍恩仇錄       | 霍阿伊                                                                            | |
| 1976年 | 陸小鳳之金鵬之謎 | 柳餘恨                                                                            | |
| 1976年 | 心有千千結       |                                                                                   | |
| 1976年 | 楊貴妃           | 楊湉                                                                              | |
| 1976年 | 狂潮             | 富瑤酒店工程總管                                                                  | |
| 1976年 | 北斗星           |                                                                                   | |
| 1976年 | 家家有本難念的經 |                                                                                   | 單元〈為人子者〉 |
| 1976年 | 無花果           | 宋文彬                                                                            | |
| 1976年 | 黃飛鴻           | 馬天生 吳軍長                                                                     | |
| 1977年 | 民間傳奇         | 狄天                                                                              | 〈龍虎會〉 |
| 1977年 | 家變             | 張克倫                                                                            | |
| 1977年 | 陸小鳳之決戰前後 | 唐天容                                                                            | |
| 1978年 | 大亨             | 羅西蒙                                                                            | |
| 1978年 | 抉擇             | 馮載文                                                                            | |
| 1978年 | CID              |                                                                                   | |
| 1978年 | 三兄弟           |                                                                                   | |
| 1978年 | 的士司機         |                                                                                   | |
| 1978年 | 奮鬥             | 徐承勛                                                                            | |
| 1978年 | 1+1              | 陸進輝                                                                            | 單元〈海棠紅〉 |
| 1978年 | 倚天屠龍記       | 冷謙                                                                              | |
| 1978年 | 小李飛刀         | 青魔手伊哭                                                                        | |
| 1978年 | 人海奇譚         | 吳大發 阿力 明                                                                    | 第五集〈名校長〉 第七集〈字花王〉 第十一集〈球國梟雄〉 |
| 1979年 | 楚留香           | 冷秋魂                                                                            | |
| 1979年 | 女人三十         | 羅振鴻                                                                            | 單元〈奈何天〉 單元〈變奏〉 |
| 1979年 | 四眼神探         |                                                                                   | |
| 1980年 | 千王之王         | 賀川                                                                              | |
| 1980年 | 輪流傳           | 顏世通                                                                            | |
| 1980年 | 新C.I.D          | 周克己                                                                            | |
| 1980年 | 山水有相逢       |                                                                                   | |
| 1981年 | 過客             | 李探長                                                                            | |
| 1981年 | 龍虎雙霸天       | 嚴鐵心                                                                            | |
| 1981年 | 千王群英會       | 黃克夫                                                                            | |
| 1981年 | 迷離世界         | 阿南                                                                              | 單元〈心魔〉 |
| 1995年 | O記實錄II        | 楊達榮                                                                            | |
| 1995年 | 真情             | 曾堅                                                                              | 第二百七十九集 |
| 1996年 | 滅罪先鋒         |                                                                                   | |
| 1997年 | 刑事偵緝檔案III  | 詹百鴻                                                                            | |
| 1997年 | 大鬧廣昌隆       | 陸運昌                                                                            | |
| 1997年 | 天龍八部         | 汪劍通                                                                            | |
| 1997年 | 壹號皇庭V        | 楊家俊                                                                            | |
| 1998年 | 天地豪情         | 董世鋒                                                                            | |
| 1998年 | 廉政行動1998     | 陳昌華                                                                            | |
| 1998年 | 烈火雄心         | 洪爺                                                                              | |
| 1999年 | 雙面伊人         | 輝sir                                                                             | |
| 1999年 | 吾係差人         | 洪智權                                                                            | |
| 1999年 | 鑑證實錄II       | 田世東                                                                            | |
| 1999年 | 刑事偵緝檔案IV   | 駱敬業                                                                            | |
| 2000年 | 陀槍師姐II       | 梁昭明                                                                            | |
| 2007年 | 廉政行動2007     | Derek Wong                                                                        | 單元〈沙丘城堡〉 |
| 2014年 | 廉政行動2014     | Byron                                                                             | 單元〈蜘蛛〉 |

### 電視劇（亞洲電視）
| 首播   | 節目名稱                    | 角色   | 備註                       |
| 1983年 | 俄羅斯輪盤                  | 施日嵐 |                            |
| 1983年 | 福星闖天下                  |        |                            |
| 1984年 | 霍東閣                      | 姚蟾伯 |                            |
| 1984年 | 天堂鳥                      |        |                            |
| 1984年 | 101拘捕令第二輯之熱線九九九 | 林滿發 |                            |
| 1985年 | 四大名捕重出江湖            | 無情   |                            |
| 1985年 | 萍蹤俠影錄                  | 雲重   |                            |
| 1985年 | 鐵膽恩仇                    |        | 在2006年10月20日於優酷播映 |
| 1988年 | 黑夜                        |        |                            |
| 1988年 | 情為何物                    | 阿南   |                            |
| 1988年 | 禿鷹特警隊                  |        | 單元〈陷阱〉               |
| 1989年 | 皇家檔案                    | 江龍   | 單元〈造反有理〉           |
| 1989年 | 皇家檔案II                  | 阮志明 | 單元〈為自由〉             |
| 1989年 | 皇家檔案III                 | 野狼   | 單元〈野狼〉               |
| 1989年 | 小白龍                      | 秦丹   | 單元〈鋤奸記〉             |
| 1990年 | 還看今朝                    | 宋一鳴 |                            |
| 1990年 | 赤子雄風                    |        |                            |
| 1990年 | 第三間電台                  | 孫國棟 |                            |
| 1991年 | 鐵手無情                    |        |                            |

### 電視劇（香港電台電視部）
- 1976年：獅子山下〈球賽風雲〉
- 1977年：獅子山下〈赤柱生涯〉 飾 感化官
- 1981年：浮雲飾 John
- 1982年：一點燭光〈未完的故事〉 飾 就業輔導員
- 2009年：流金頌〈奏出我未來〉 飾 亨利（Henry）
- 2010年：愛回家〈愛在生命終結前〉 飾 茗慧父親
- 2010年：火速救兵〈最強保護〉 飾 丁力
- 2012年：火速救兵II〈同袍〉 飾 黃大仙消防局局長
- 2013年：警訊〈黑洞〉 飾 公司主席
- 2015年：火速救兵III〈幸福的聲音（上）〉飾 何志達

### 電視劇（其他）
- 1986年至1987年：多部錄影帶剧集（為銀鳳影業拍攝，任第一男主角）
- 1988年：多部錄影帶電視電影劇（為珠城影業公司拍攝，任第一男主角）
- 1989年：廉政先鋒第三輯 飾 劉德偉
- 1990年至1991年：多部電視劇（為本集馬來西亞HVD電視劇拍攝）
- 1991年：最愛是誰 飾 高鎮東（為本集馬來西亞HVD電視劇拍攝）
- 1992年：廉政行動：危樓驚夢 飾 劉德偉
- 1996年：馬來西亞電視劇集

### 電視電影
- 1990年：情在亦舒（單元〈珍珠〉）

### 電影
- 1974年：天天報喜
- 1974年：太平山下
- 1976年：星座奇趣錄
- 1979年：點指兵兵 飾 周幫辦
- 1980年：風塵
- 1980年：零點三八
- 1980年：金手指
- 1981年：邊緣人 飾 阿泰
- 1983年：怒拔太陽旗
- 1984年：公僕 飾 鍾Sir
- 1984年：黃禍
- 1984年：緻命金剛拳
- 1985年：警察故事 飾 沙展文／大幫文
- 1985年：開心三響砲
- 1986年：皇家戰士 飾 劫機者
- 1986年：富貴列車
- 1986年：英雄本色 飾 莫Sir
- 1986年：茅山斗僵屍 飾 陳明
- 1988年：郁達夫傳奇 飾 郁華
- 1988年：赤膽情
- 1988年：血衣天使 飾 Tom 兄長
- 1988年：喜寶
- 1988年：獵鷹行動
- 1988年：虎穴奇兵
- 1990年：地頭龍 飾 金律師
- 1991年：城市戰士
- 1992年：特區羞草二人組 飾 程Sir
- 1992年：法網危情
- 1992年：葡京大劫案 飾 江豪
- 1992年：孽火
- 1992年：龍之根
- 1992年：草莽英雄 飾 廉政公署首長
- 1993年：廉政第一擊 飾 葉福
- 1993年：黑豹 飾 史提芬
- 1994年：龍虎新風雲 飾 王Sir
- 1995年：迷姦犯 飾 金Sir
- 1995年：狼吻夜驚魂 飾 梁Sir
- 1997年：古惑天堂
- 1998年：古惑仔情義篇之洪興十三妹 飾 豹哥
- 2002年：夕陽天使 飾 機長
- 2003年：雙雄 飾 黃警司
- 2013年：聖誕玫瑰
- 2013年：末日派對
- 2018年：L風暴 飾 劉保強上司

## 節目嘉賓
- 1983年：K-100（無綫電視）[25]